# Petr Kouba
Petr Kouba (Praga, 28 de gener de 1969) és un exfutbolista txecoslovac i, posteriorment, txec, que jugava de porter. Va jugar a les lligues de Txecoslovàquia, la República Txeca, Espanya i Alemanya. Actualment, és el seleccionador juvenil del seu país.

## Clubs
- 1988-1990 : Bohemians Praha
- 1990-1996 : AC Sparta Praha
- 1996-1997 : Deportivo de La Coruña
- 1997-1998 : 1. FC Kaiserslautern
- 1998-1999 : Viktoria Žižkov
- 1999-2001 : Deportivo de La Coruña
- 2001-2002 : FK Jablonec 97
- 2002-2005 : AC Sparta Praha

## Selecció
Kouba va ser internacional tant amb l'antiga Txecoslvàquia com en la selecció de la República Txeca. Va jugar en 40 ocasions. Va formar part del combinat del seu país que va acudir a l'Eurocopa d'Anglaterra de 1996. A eixa cita, els txecs van ser la revelació del campionat tot arribant a la final, que van perdre contra Alemanya. En Kouba va ser l'heroi de les semifinals, a l'aturar el penal definitiu de la tanda contra França.

## Títols
- Lliga txecoslovaca: 1991 i 1992
- Lliga txeca: 1993 i 1995
- Lliga espanyola: 2000